# بطاقة سفر أعمال منتدى التعاون الاقتصادي لدول آسيا والمحيط الهادئ

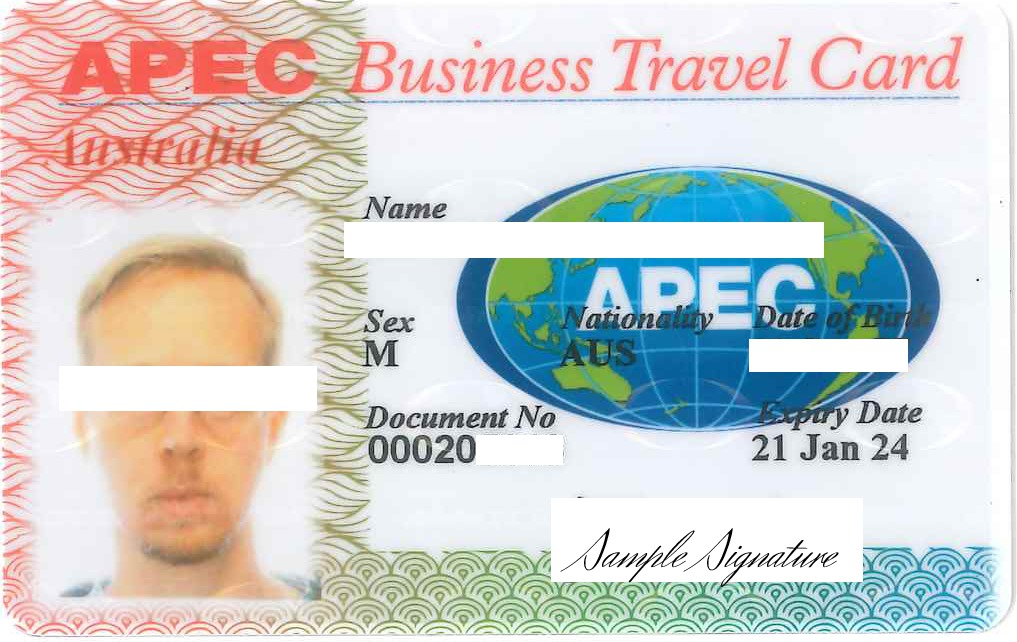
عينة من بطاقة سفر رجل الأعمال الأسترالي من APEC الصادرة عام 2019

بطاقة سفر الأعمال (ABEC): هي وثيقة سفر يتم إصدارها للمسافرين من رجال الأعمال، من مواطني الاقتصادات. المشاركة في (منتدى التعاون الاقتصادي لدول آسيا والمحيط الهادئ - APEC). صالحة مدة خمس سنوات، تلغي البطاقة حاجة حاملها إلى امتلاك تأشيرة عند زيارة الاقتصادات الأخرى، المشاركة في (APEC)، طالما تم الحصول على تصريح مسبق في أثناء عملية تقديم الطلب.

## الاقتصادات المشاركة في منتدى التعاون الاقتصادي لآسيا والمحيط الهادئ وعملية تقديم الطلبات

أعضاء كاملون في المخطط
أعضاء انتقاليون (كندا والولايات المتحدة)

معظم اقتصادات منظمة التعاون الاقتصادي لآسيا والمحيط الهادئ هي اقتصادات مشاركة كاملة في بطاقة سفر الأعمال الخاصة بأبيك:
- أستراليا
- بروناي
- تشيلي
- الصين
- هونغ كونغ
- إندونيسيا
- اليابان
- كوريا الجنوبية
- ماليزيا
- المكسيك
- نيوزيلندا
- بابوا غينيا الجديدة
- بيرو
- الفلبين
- روسيا
- سنغافورة
- تايوان
- تايلاند
- فيتنام

الأعضاء الانتقاليون:
- كندا
- الولايات المتحدة

بدأت روسيا المشاركة الكاملة في 1 يونيو 2013. يمكن لمواطني هذه الاقتصادات التقدم بطلب للحصول على بطاقة من حكومتهم الوطنية، إذ تكون المعايير العامة هي لرجال الأعمال، الذين قد يحتاجون إلى السفر بنحو متكرر، في زيارات قصيرة الأجل داخل منطقة التعاون الاقتصادي لآسيا، والمحيط الهادئ للوفاء بالتزامات العمل. قد يكون للاقتصادات المختلفة معايير مختلفة جدًا لفحص الطلبات المقدمة من مواطنيها، مثلًا: تقبل هونغ كونغ الطلبات المقدمة من جميع رجال الأعمال المقيمين الدائمين بحسن نية، ولكن أستراليا تقصر المشاركة على ممثلي الشركات العاملة في التجارة الدولية، أو الاستثمار بين اقتصادات التعاون الاقتصادي لآسيا، والمحيط الهادئ، الذين حصلوا على منحة تنمية سوق التصدير من أوستريد في الخمس سنوات الماضية، مدرجة في قائمة فوربس جلوبال 2000 للأعمال الحالية، أو تلبي معايير أخرى مماثلة.
بعد تقديم الطلب، يُعمم اسم مقدم الطلب، بين الاقتصادات المشاركة الأخرى، التي تمنح تصريح الدخول المسبق عند استيفاء جميع الشروط. تُطبع أسماء الاقتصادات مُنح تصريح الدخول المسبق لها على ظهر البطاقة. قد يستغرق الأمر من ثلاثة إلى أربعة أشهر لجميع الاقتصادات، الأعضاء للرد على استفسارات الموافقة المسبقة من حكومة مقدم الطلب، ونتيجة لذلك قد يختار المتقدمون إصدار بطاقتهم دون انتظار ردود الحكومات المماطلة، وبالتالي لا تتمتع بامتيازات السفر في تلك الاقتصادات. بالنسبة للطلبات المقدمة بعد سبتمبر 2015، تكون البطاقة صالحة مدة خمس سنوات (3 سنوات سابقة)، وبعد ذلك، يجب تقديم طلب جديد. إذا جُدد جواز سفر خلال فترة الصلاحية البالغة 5 سنوات، فيجب إعادة إصدار البطاقة لتعكس رقم جواز السفر الجديد. بدءًا من فبراير 2014، كان هنالك نحو خمسمائة ألف بطاقة سفر أعمال تابعة لمنظمة التعاون الاقتصادي لآسيا، والمحيط الهادئ قيد الاستخدام النشط.
كندا، والولايات المتحدة عضوان في المرحلة الانتقالية. يسمح لهم ذلك بإصدار بطاقة سفر أعمال من منظمة التعاون الاقتصادي لآسيا، والمحيط الهادئ لمواطنيهم، ورعاياهم حتى يتمكنوا من الاستفادة من إجراءات التأشيرة المعجلة، وإجراءات تخليص الهجرة في الاقتصادات الأخرى، ولكن دون تمتع مواطنيهم ورعاياهم بسفر إضافي دون تأشيرة، أو الاضطرار إلى منح حالة السفر دون تأشيرة لحاملي بطاقات التعاون الاقتصادي لآسيا والمحيط الهادئ الصادرة عن الاقتصادات المشاركة الأخرى. بدأت الولايات المتحدة بقبول طلبات الحصول على بطاقة سفر أعمال التعاون الاقتصادي لآسيا والمحيط الهادئ في يونيو 2014، بينما أعلنت كندا في أكتوبر 2013 أنها ستبدأ برنامجًا تجريبيًا محدود المشاركة.
من الممكن أيضًا لمواطن دولة طرف ثالث (متضمنةً الولايات المتحدة، وكندا)، وهو أيضًا مقيم دائم في هونغ كونغ؛ التقدم بطلب للحصول على بطاقة التعاون الاقتصادي لآسيا والمحيط الهادئ عبر إدارة الهجرة في هونج كونج. لا ينطبق هذا الاستثناء على أية اقتصادات أعضاء أخرى.
وصلة=|تصغير

## المظهر الجسدي(المادي)
تصدر البطاقة بشكل بطاقة ائتمان، ويمكن قراءتها آليًا، وتحتوي على الحقول التالية:
- الاسم
- الجنس
- الاقتصاد [اسم الاقتصاد العضو]
- تاريخ الولادة
- تاريخ الانتهاء
- إمضاء
- رقم جواز السفر

بصرف النظر عن اسم الاقتصاد العضو، لا توجد علامات وطنية على البطاقة. على ظهر البطاقة، تعرض الاقتصاديات الأعضاء التي تمت الموافقة على التصريح لها. يبدأ الشريط المقروء آليًا بـ (CP)، متبوعًا باختصار اقتصاد الإصدار. تتوافق الاختصارات مع رموز البلدان المكونة من 3 أحرف (ISO 3166-1 alpha-3). على الرغم من أن تايوان هي اقتصاد عضو تحت اسم تايبيه الصينية، يُستخدم الاختصار (TWN) هنا.

## الاستخدام
يجب استخدام البطاقة مع جواز السفر، ولها المزايا التالية:
- لا حاجة للتقدم بطلب للحصول على تأشيرة أو تصريح دخول، إذ يجري التعامل مع البطاقة على هذا النحو (باستثناء الأعضاء الانتقاليين).
- إدخالات متعددة قصيرة الأجل مدة (أقصاها) تتراوح بين 59 يومًا، و 90 يومًا.[10]
- عبور الحدود بسرعة في جميع الاقتصادات الأعضاء، متضمنةً الأعضاء في المرحلة الانتقالية.
- الجدول الزمني المعجل لمقابلة التأشيرة (الولايات المتحدة).
- البطاقة صالحة مدة خمس سنوات.
- تختلف التكاليف حسب الدولة المشاركة.
- مدة المعالجة: من 2 إلى 3 أشهر، وتصل إلى سنة في بعض الحالات. يقدم منتدى التعاون الاقتصادي لدول آسيا، والمحيط الهادئ خيار المسار السريع للإصدار المؤقت للبطاقة الذي يغطي ما يصل إلى خمسة «اقتصادات ذات أولوية» من تفضيل مقدم الطلب.[11]
- لا ينطبق ترتيب الإعفاء من التأشيرة على المواطنين الصينيين في منطقة هونغ كونغ الإدارية الخاصة للدخول إلى البر الرئيسي للصين. يجب على هؤلاء المواطنين الاستمرار في استخدام تصريح السفر من البر الرئيسي لسكان هونج كونج وماكاو لمثل هذا الدخول.
- وأيضًا، لا تنطبق على حاملي بطاقات سفر الأعمال من منظمة التعاون الاقتصادي لآسيا والمحيط الهادئ من هونغ كونغ للدخول إلى تايوان.